# Aphaenogaster rothneyi
Aphaenogaster rothneyi é uma espécie de inseto do gênero Aphaenogaster, pertencente à família Formicidae.